# Якщо ти підеш...
«Якщо́ ти пі́деш...» (рос. «Если ты уйдешь») — український драматичний спортивний музичний фільм 1977 року, знятий українським режисером Миколою Літусом у співавторстві з Віталієм Шунько на Кіностудії імені Олександра Довженка. У головних ролях — Ігор Шкурин та Тамара Трач. Прем'єра фільму відбулася у серпні 1978 року.
Картина про дружбу і чесність у спорті.

## Сюжет
Команда веслярів-вісімників готується до чергових змагань...

## У ролях
- Ігор Шкурин — Гоша
- Тамара Трач — Свєта
- Ігор Горбачов — Юрій Іванович
- Борис Хімічев
- Людмила Горбачова
- Валентина Світлова
- Людмила Зверховська
- Анатолій Скорякін
- Олександр Пархоменко
- Віталій Сегеда
- Володимир Макогонов
- Василь Петренко — Санька
- Валерій Атаман
- Марія Капніст — тітка Марфа
- Юрій Мисенков
- Володимир Андрєєв
- В. Подлєсний
- А. Івахно

## Знімальна група
- Режисери: Микола Літус, Віталій Шунько
- Сценаристи: Гелій Аронов, Юрій Рибчинський
- Оператор: Олександр Яновський
- Композитор: Борис Буєвський
- Художник-постановник: Наталія Аксьонова